# HD 98096
HD 98096，又名CD-45 6837，SAO 222687、HR 4370，是一颗恒星，视星等为6.31，位于銀經286.15，銀緯13.87，其B1900.0坐标为赤經11h 11m 48.8s，赤緯-45° 13.87′ 10″。